# Doggo Defile
Der Doggo Defile (englisch für Versteckter Hohlweg) ist ein streckenweise weniger als 1,5 km breiter und steilwandiger Gebirgspass an der Fallières-Küste des Grahamlands auf der Antarktischen Halbinsel. Er führt durch das Küstengebirge östlich des Dee-Piedmont-Gletschers.
Der Pass wurde 1947 bei der US-amerikanischen Ronne Antarctic Research Expedition (1947–1948) aus der Luft fotografiert. Der Falklands Islands Dependencies Survey nahm von 1948 bis 1950 und nochmals 1958 Vermessungen vor. Das UK Antarctic Place-Names Committee verlieh dem Pass 1962 einen deskriptiven Namen, da der nordwestliche Eingang nur teilweise von der Küste einsehbar ist und der Pass ansonsten komplett von den ihn umgebenden Bergen verdeckt wird.